# Deva (Đakovica)
Pour les articles homonymes, voir Deva.
Devë en albanais et Deva en serbe latin (en serbe cyrillique : Дева) est une localité du Kosovo située dans la commune/municipalité de Gjakovë/Đakovica, district de Gjakovë/Đakovica (Kosovo) ou de Pejë/Peć (Serbie). Selon le recensement kosovar de 2011, elle compte 547 habitants, dont une majorité d'Albanais.

## Histoire
Dans le village, la tour-résidence d'Isa Zymber Binakaj, qui remonte au XIXe siècle, est proposée pour une inscription sur la liste des monuments culturels du Kosovo. Le monument des martyrs, qui date du XIXe siècle, est lui aussi proposé pour une inscription.

## Démographie

### Évolution historique de la population dans la localité
| 1948 | 1953 | 1961 | 1971 | 1981 | 1991 | 2011 |
| ---- | ---- | ---- | ---- | ---- | ---- | ---- |
| 288  | 368  | 443  | 538  | 658  | 701  | 547  |

|  |